# Podocryptula nana
Podocryptula nana är en fjärilsart som beskrevs av Felix Bryk 1950. Podocryptula nana ingår i släktet Podocryptula och familjen tandspinnare. Inga underarter finns listade i Catalogue of Life.